# Michel de Marillac
Michel de Marillac (n. octombrie 1563, la Paris  - d. 7 august 1632, la Châteaudun) este autorul Codului Michau, publicat în 1629, prefigurator al marilor reforme juridice și sociale ale secolului al XVII-lea francez.
Este unul dintre opozanții lui Richelieu, ceea ce i-a grăbit căderea în 1630.

## Opera
- A tradus, în limba franceză, Imitatio Christi, în 1631.